# Rodolfo I de Baden-Sausenberg
El margrave Rodolfo I de Hachberg-Sausenberg (m. 1313) era hijo del margrave Enrique II de Hachberg y Ana de Üsenberg. Se casó en 1298 o 1299 con Inés, la heredera de Otón de Rötteln. En 1306 fundó la rama secundaria Hachberg-Sausenberg en el castillo de Sausenburg, un castillo que los margraves de Hachberg habían construido en 1240 en lo alto del monte Sausenberg. Su hermano mayor, Enrique III, siguió la rama principal Baden-Hachberg en el castillo de Hochburg en Emmendingen.
En 1311 Lutoldo II de Rötteln hizo de Rodolfo su cogobernante en el castillo de Rötteln.  Esto significó la base del auge de la línea Hachberg-Sausenberg. El propio Rodolfo murió antes que Lutoldo. En 1315 Lutoldo donó el Señorío de Rötteln al hijo de Rodolfo, Enrique, que alcanzó la mayoría de edad ese año.
Tuvo tres hijos: Enrique, Otón I y Rodolfo II.